# نیروگاه سیکل ترکیبی قاین
نیروگاه سیکل ترکیبی قاین یا نیروگاه سیکل ترکیبی شهید کاوه همچنین با نام دیگر نیروگاه سیکل ترکیبی قاینات (در استان خراسان جنوبی، کیلومتر ۴ جاده قائن – مشهد جنب پست ۴۰۰ کیلوولت قائنات، شروع احداث ۱۳۸۶ و بهره‌برداری ۲۹ اسفند ۱۳۸۷)، یکی از نیروگاه‌های ایران از نوع سیکل ترکیبی با ظرفیت تولید ۹۵۶ مگاوات است که شامل ۴ واحد گازی ۱۵۷.۵ مگاواتی از نوع V94.2 می‌باشد  و در فاز توسعه ۲ واحد بخار ۱۶۰ مگاواتی به آن اضافه خواهد شد.
این مجموعه در زمینی به مساحت ۱۲۰ هکتار احداث گردیده است.
سوخت اصلی نیروگاه گاز طبیعی و سوخت جایگزین آن نفت گاز (گازوئیل) است که جهت ذخیره گازوئیل دارای ۲ مخزن فلزی هریک به ظرفیت ۲۰ هزار مترمکعب و مجهز به هیتر کفی، سیستم اطفا حریق فوم و سیستم آب‌پاش جهت خنک کردن به هنگام وقوع آتش‌سوزی است.
نیروگاه دارای یک پست بلافصل ۴۰۰ کیلوولت و به صورت ۱٫۵ کلیدی و دارای شش خط خروجی بوده که خطوط خروجی ازآن به سمت پست قدیم قاینات (دو خط)، بیرجند، طبس، تربت جام و شادمهر می‌باشد.
تاریخ شروع ساخت این نیروگاه ۳ مهر ۱۳۸۶ و تاریخ سنکرون اولین واحد آن ۲۹ اسفند ۱۳۸۷ بوده‌است.
مشاور عالی طرح، مهندسین مشاور قدس نیرو، پیمانکار اصلی کلید در دست گروه مپنا، مشاور مقیم این طرح شرکت مهندسین مشاور نیرو و تأمین کنندگان اصلی تجهیزات (توربین، ژنراتور و سیستم کنترل) شرکت‌های توگا، پارس ژنراتور و مکو بوده‌اند.

## مشخصات مصرف سوخت و راندمان نیروگاه
- مصرف سوخت هر واحد در بار base (گاز): m³/hr 40000
- مصرف سوخت هر واحد در بار base (گازوئیل): m³/hr 39
- ظرفیت ذخیره سوخت نیروگاه: m³ ۲۰۰۰۰*۲
- راندمان اسمی در بار base (گاز): % ۳۴٫۲۳
- راندمان اسمی در بار base (گازوئیل): % 33.98[۱]